# تعداد السكان في العالم

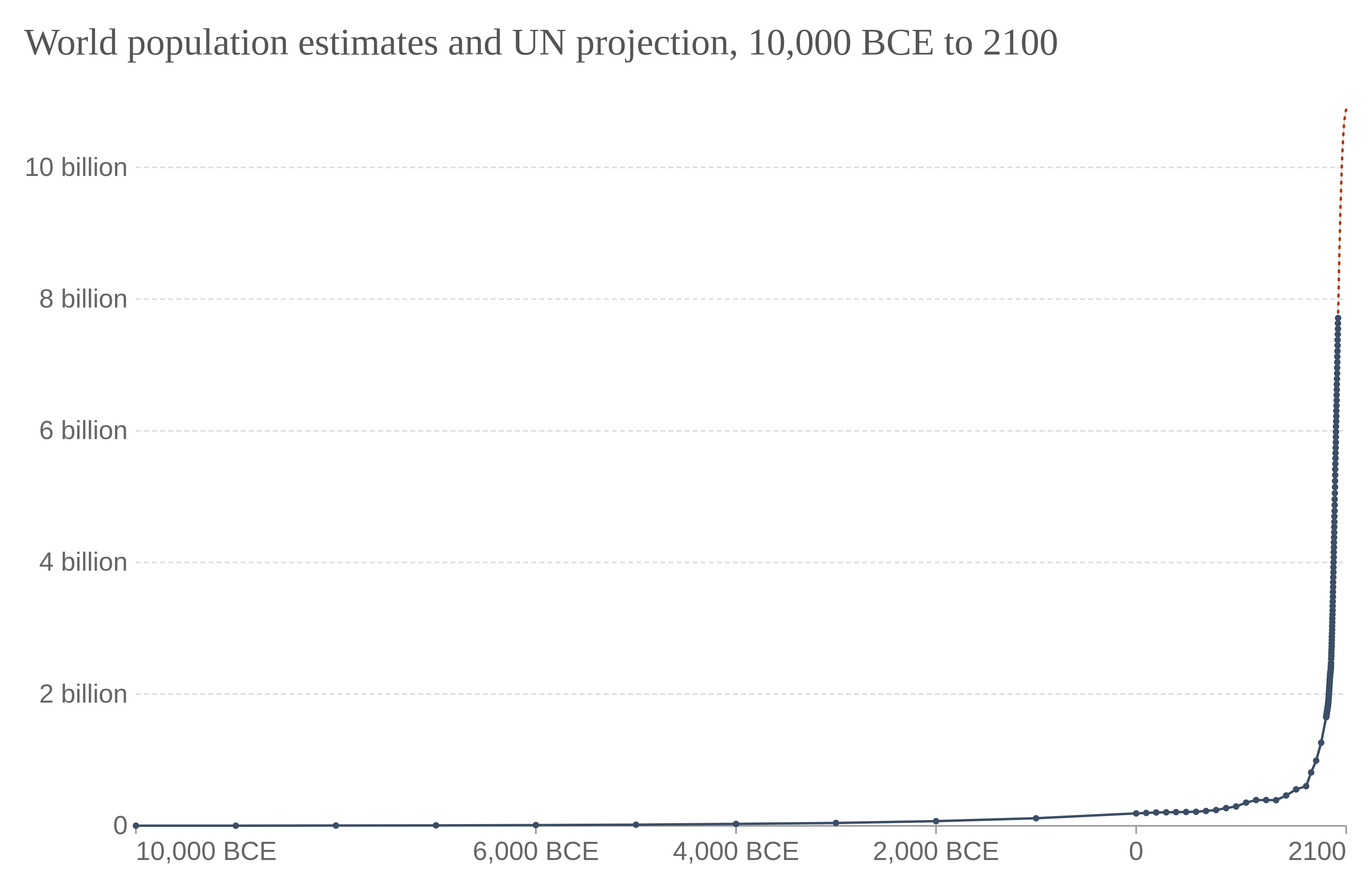
نمو عدد سكان العالم بين 10,000 قبل الميلاد وحتى عام 2021.

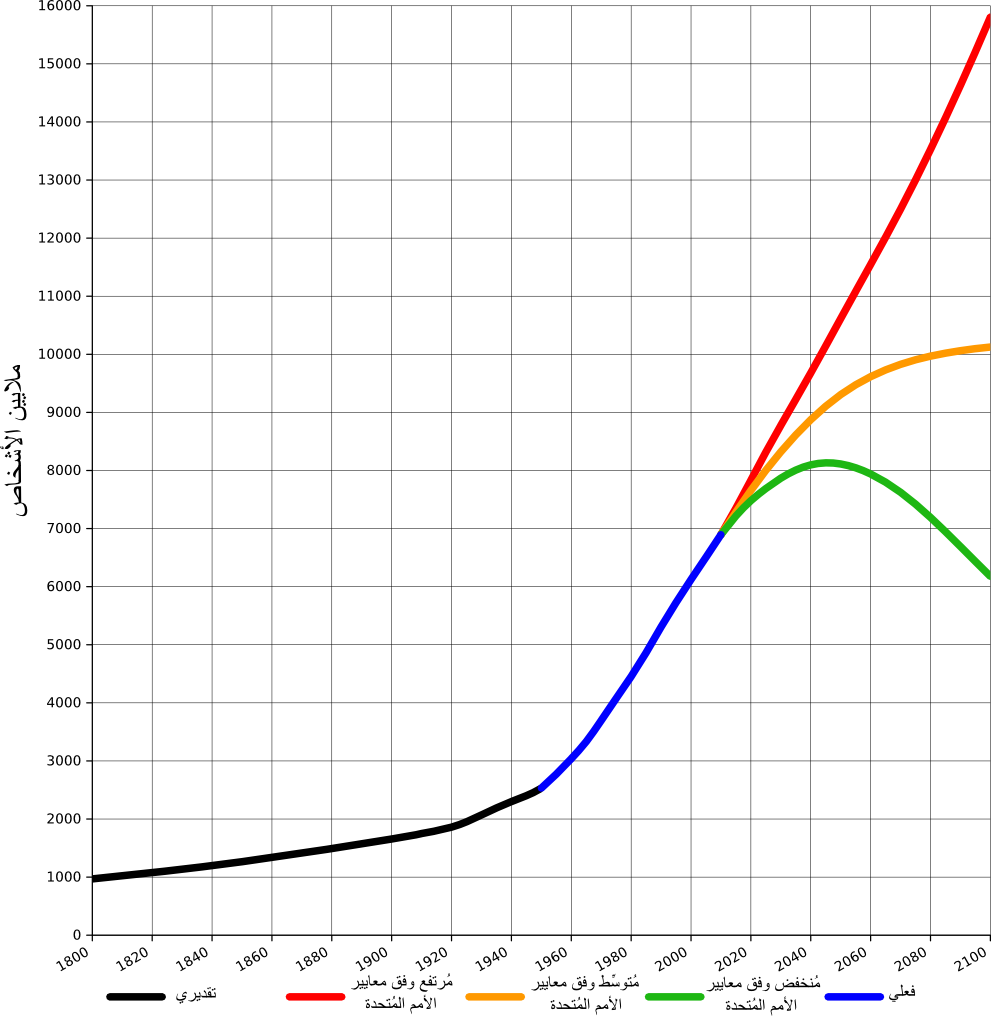
تغير عدد سكان الأرض بين عامي 1800 و 2100 (المنتظر طبقا لتقديرات الأمم المتحدة، الخطوط الأحمر والبرتقالي والأزرق)، وطبقا لتقديرات المكتب الأمريكي للإحصاءات التاريخية (المنحنى الأسود).

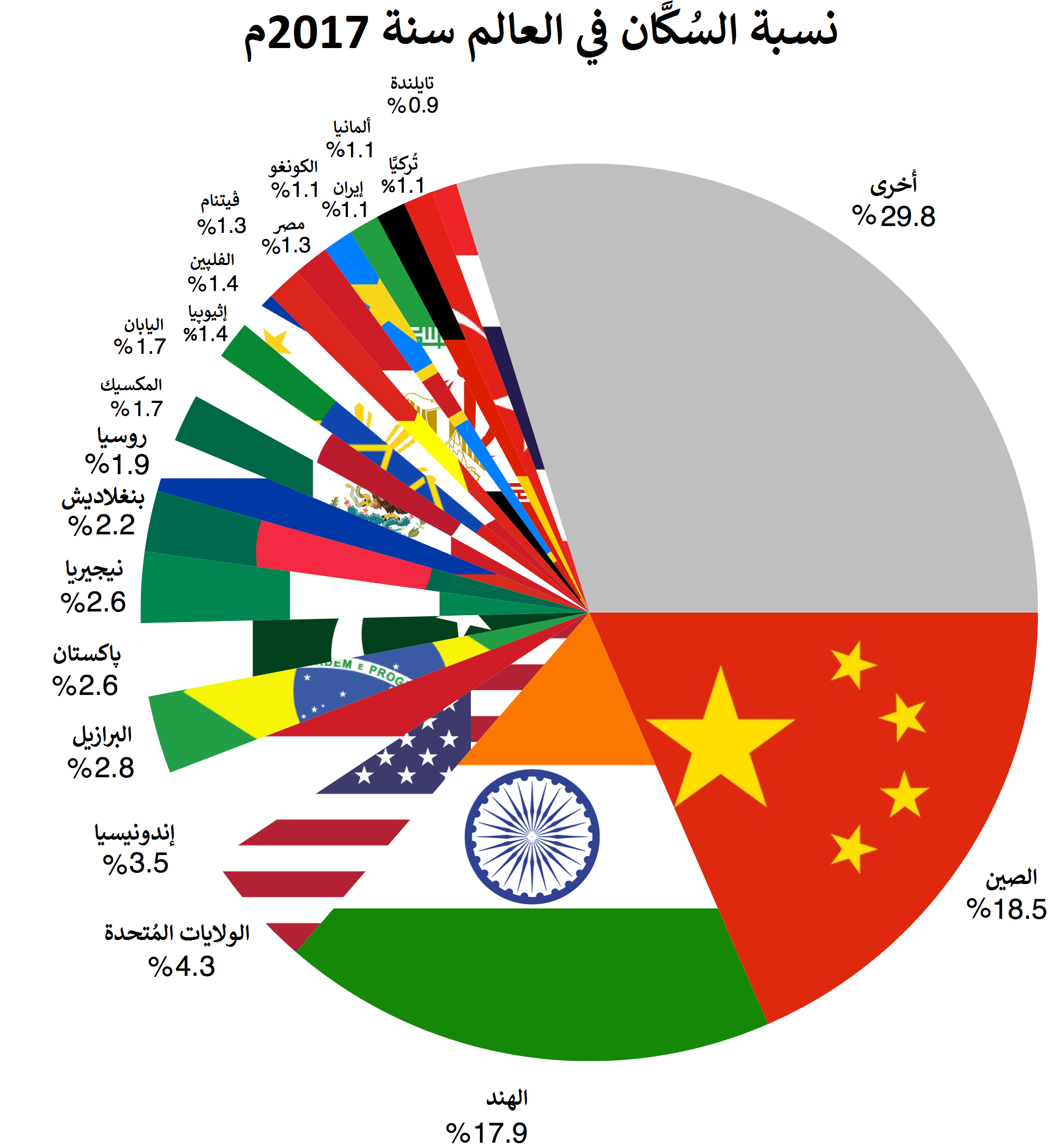
تعداد سكان العالم تبعاً للبلد

تعداد السكان في العالم هي أعداد تقريبية لأعداد السكان في العالم أو لعدد الذين عاشوا على الأرض في فترة زمنية سابقة، كما أنها تعطي بالتقدير التغيّر المنتظر في عدد سكان العالم في المستقبل على أساس التطور الاجتماعي للسكان وتوزيعهم الجغرافي والحركة النشطة التي تتسم بها تغيرات السكان في البلاد المختلفة.
وتختلف الجهات المعنية في تاريخ الوصول للعدد 7 مليارات نسمة وتقدرها بين مايو 2010 ويونيو 2011. كما تقدر الأمم المتحدة زيادة عدد سكان الأرض بمعدل 79 مليون نسمة سنويا بين عامي 2005 و 2015. وصل تعداد سكان العالم نهاية 2009 إلى نحو 6.9 مليار نسمة، وتشير تقديرات مكتب تعداد الولايات المتحدة أن عدد سكان العالم تجاوز 7 مليارات في 12 مارس عام 2012. ووفقًا لتقديرات مستقلة عن صندوق الأمم المتحدة للسكان، تجاوز عدد سكان العالم 7 مليارات في 31 أكتوبر 2011.
وقد شهد عدد سكان العالم نموًا مستمرًا منذ نهاية المجاعة الكبرى والطاعون الأسود في عام 1350، إذ قارب عدد سكان العالم حوالي 370 مليون. أعلى معدلات النمو - حيث تخطت الزيادات السكانية العالمية 1.8%- وقعت لفترة وجيزة خلال سنوات 1950، ومدة أطول خلال سنوات 1960 و1970. وبلغ معدل النمو العالمي ذروته 2.2% في عام 1963، وانخفض إلى 1.1% اعتبارًا من عام 2012.

## تعداد السكان في العالم حسب المناطق الجغرافية

توزيع سكان العالم حسب القارات.

تشغل قارة آسيا 59.9% من عدد سكان العالم بتعداد يبلغ 4 مليارات و342 مليون نسمة، حيث تشكل الصين والهند معاً وحدهما 36.21% من عدد سكان العالم. تأتي بعدها قارة أفريقيا بتعداد يبلغ مليار و 138 مليون نسمة، مشكلة بذلك 15.7% من عدد سكان العالم. وتمثل قارة أوروبا التي يقطنها 742 مليون نسمة حوالي 10.3% من تعداد السكان حول العالم. بينما تعتبر أمريكا الشمالية موطن 358 مليون نسمة (4.9%)، وتشغل أمريكا اللاتينية ومنطقة الكاريبي ما يمثل 623 مليون نسمة (8.6%)، ويبلغ عدد السكان في أوقيانوسيا 38 مليون نسمة مشكلين بذلك 0.5% من تعداد سكان العالم. المناطق الأكثر تقدمًا تمثل 17.3% من سكان العالم في عام 2014 مقابل 82.7% للمناطق الأقل نموًا.
|  |

المحور الأفقي: القارات وإلى اليسار: العالم (أزرق) ؛ المحور الرأسي (بالمليون نسمة).

### السكان بحسب القارات
| القارة                  | النسبة من سكان العالم | كثافة (نسمة/كم2)        | عدد السكان (ملايين)              | البلد الأكثر سكانًا                                 | المدينة الأكثر اكتظاظا بالسكان (العاصمة)                      |
| ----------------------- | --------------------- | ----------------------- | -------------------------------- | -------------------------------------------------- | ------------------------------------------------------------- |
| آسيا                    | 59.9%                 | 96.4                    | 4,436                            | الصين 1,382,000,000                                | 35,676,000/13,634,685 - طوكيو الكبرى/طوكيو                    |
| أفريقيا                 | 15.7%                 | 36.7                    | 1,216                            | نيجيريا - 0186,987,000                             | لاغوس - 21,000,000                                            |
| أوروبا                  | 10.3%                 | 72.9                    | 738                              | روسيا; تقريبا. 112 مليون في أوروبا) - 0145,939,000 | موسكو - 19,468,664                                            |
| أمريكا الشمالية         | 4.9%                  | 22.9                    | 579                              | الولايات المتحدة - 0324,991,600                    | مدينة مكسيكو/متروبوليتان مدينة مكسيكو - 23,723,696/08,537,673 |
| أمريكا الجنوبية         | 8.6%                  | 22.8                    | 422                              | البرازيل - 0209,567,000                            | مدينة ساو باولو/متروبوليتان ساو باولو - 27,640,577/11,316,149 |
| أوقيانوسيا              | 0.5%                  | 4.5                     | 39.9                             | أستراليا - 024,458,800                             | سيدني - 5,005,400                                             |
| القارة القطبية الجنوبية | 0%                    | 0.004 (غير دائم، يختلف) | 0.004 في الصيف (غير دائم، يختلف) | لا معلومات                                         | قاعدة ماك موردو (1,200) (غير دائم، يختلف)                     |

## تغير تعداد سكان الأرض عبر التاريخ
ويقدّر تعداد سكان العالم أيام مولد المسيح بين 170 إلى 400 مليون نسمة، وتقدر الأمم المتحدة التعداد في ذلك الحين بنحو 300 مليون نسمة. كما قدرت الإمبراطورية الرومانية تعداد سكانها قبل 2000 عام بنحو 57 مليون نسمة، كما تقدر إمبراطورية الصين تعدادها آنذاك بنحو 75 مليون فرد. وقبل 1000 عام عاش على الأرض من 250 مليون إلى 350 مليون فرد، وتقدر الأمم المتحدة التعداد في ذلك الحين بنحو 310 مليون نسمة.
وبعد ثبات عدد سكان الأرض خلال الألف سنة الأولى من بعد بدء التقويم الحديث (بعد الميلاد)، بدأ عدد السكان يزداد خلال العصور الوسطى القديمة ؛ ثم عانى السكان خلال العصور الوسطى الحديثة من انتشار أمراض خطيرة، مثل الطاعون والجدري وأمراض أخرى مميتة.
ويقدر عدد سكان الأرض بين 425 مليون و 540 مليون قبل 500 عام، وتقدر الأمم المتحدة العدد أيضا بنحو 500 مليون نسمة. ويقال أنه خلال القرن 16 عندما اكتشفت الأمريكتين ونزح إليها الأوروبيون فانتشر بين الهنود الحمر، السكان الأصليين لأمريكا أمراضا لم يكونوا يعرفوها من قبل حتى أن عددهم انخفض من نحو 50 مليون إلى نحو 5 ملايين فرد، بينما زاد عدد سكان المعمورة وعلى الأخص في آسيا وأوروبا. ثم زاد عدد سكان الأرض خلال القرن الثامن عشر بانتظام بمعدل 0.5% سنويا؛ ووصلت الزيادة السنوية في أواسط القرن 20 إلى نحو 2 %، حيث توسعت الرعاية الصحية وتقدم علوم الطب بحيث يمكن القول بأن انفجارًا سكانيًا قد حدث في ذلك الوقت.

## التركيبة السكانية العالمية
| >80 77.5–80 75–77.5 72.5–75 70–72.5 | 67.5–70 65–67.5 60–65 55–60 50–55 |

2015 map showing average life expectancy by country in years. In 2015, the World Health Organization estimated the average global life expectancy as 71.4 years.

اعتبارًا من عام 2012 ، بلغت نسبة الجنس حوالي 1.01 ذكر لكل أنثى. ربما يرجع العدد الأكبر من الرجال إلى الاختلالات الكبيرة بين الجنسين الواضحة في السكان الهنود والصينيين. ما يقرب من 26.3٪ من سكان العالم تقل أعمارهم عن 15 عامًا ، بينما 65.9٪ تتراوح أعمارهم بين 15 و 64 عامًا و 7 أعوام .9٪ يبلغون من العمر 65 عامًا أو أكثر. بحلول عام 2050.
وفقًا لـ منظمة الصحة العالمية ، فإن متوسط العمر المتوقع لسكان الأرض هو 73.3 عامًا اعتبارًا من عام 2020 ، حيث تعيش النساء بمتوسط 75.9 عامًا والرجال حوالي 70.8 عامًا.
قدر صندوق النقد الدولي IMF الاسمي لعام 2021 إجمالي الناتج العالمي بـ 94.94 تريليون دولار أمريكي ، مما يعطي رقمًا سنويًا للفرد يبلغ حوالي 12،290 دولارًا أمريكيًا. حوالي 9.3 ٪ من سكان العالم يعيشون في فقر مدقع ، ويعيشون على أقل من 1.9 دولار أمريكي في اليوم ؛  حول 8.9٪ يعانون من نقص التغذية. يعتبر 87٪ من الأشخاص الذين تزيد أعمارهم عن 15 عامًا في العالم لا يستطيعون القراءة والكتابة
```
.
[
20
]
 اعتبارًا من أبريل 2022 ، كان هناك حوالي 5 مليارات مستخدم للإنترنت في العالم ، ويشكلون 57٪ من سكان العالم.
[
21
]
```

تعد هان الصينية أكبر مجموعة عرقية فردية في العالم ، حيث شكلت أكثر من 19٪ من سكان العالم في عام 2011. اللغات الأكثر استخدامًا في العالم هي الإنجليزية (1.132B) ، و الماندرين الصينية (1.117B) ، و الهندية ( 615 مليونًا) و الإسبانية (534 مليونًا) و الفرنسية (280 مليونًا). أكثر من ثلاثة مليارات شخص يتحدثون لغة هندو أوروبية ، وهي أكبر عائلة لغوية من حيث عدد المتحدثين. اللغة العربية الفصحى هي لغة ليس بها متحدثون أصليون ، لكن العدد الإجمالي للمتحدثين يقدر بنحو 274 مليون شخص.؛حوالي 422 مليون ناطق للعربية (أصلي وغير أصلي) في العالم العربي وكذلك في الشتات العربي مما يجعلها واحدة من أكثر خمس لغات تحدثًا في العالم.
تم تقدير أكبر الفئات الدينية في العالم اعتبارًا من عام 2020 على النحو التالي: المسيحية (31.1٪) ، الإسلام (24.9٪) ، غير المنتسبين (15.6٪) و الهندوسية (15.2٪).

## الوضع المالي

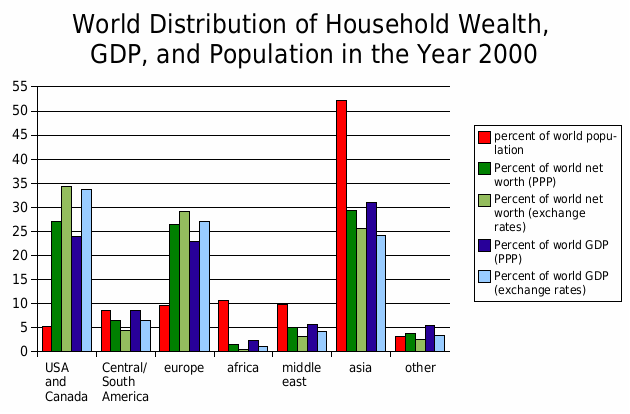
التوزيع العالمي للثروة والناتج المحلي الإجمالي والسكان حسب المنطقة في عام 2000. أنشئت الاحصائية من openoffice.org Calc. تم الحصول على البيانات من تقرير UNU-WIDER حول التوزيع العالمي لثروة الأسرة؛ وصدر في 5 ديسمبر 2006.

دراسة بواسطة المعهد العالمي لبحوث اقتصاديات التنمية بجامعة الأمم المتحدة تفيد بأن أغنى 1٪ من البالغين امتلكوا 40٪ من الأصول العالمية في عام 2000 ، وأن أغنى 10٪ من البالغين يمثلون 85٪ من الإجمالي العالمي. النصف الأدنى من السكان البالغين في العالم يمتلك 1٪ من الثروة العالمية. وجدت دراسة أجريت عام 2006 أن أغنى 2٪ يمتلكون أكثر من نصف الأصول العالمية التي تمتلكها الأسر.
كشف تقرير نشرته مؤسسة «نيو ورلد ويلث» سنة 2015 المتخصصة في أبحاث الثروة العالمية عن سيطرة المسيحيين على السواد الأعظم من الثروات العالمية، يليهم المسلمون والهندوس واليهود. وأوضح التقرير أن إجمالي الثروات التي يمتلكها المسيحيون تصل إلى 107.280 مليار دولار، ما يمثل أكثر من 55% من الثروات العالمية، يليهم المسلمون في المرتبة الثانية بإجمالي ثروة تُقدر بـ 11.335 مليار دولار (5.8%) ثم الهندوس بإجمالي ثروة تبلغ قيمتها 6.505 مليار دولار، بما يعادل نسبته 3.3%. وأشار التقرير إلى أن اليهود يمتلكون إجمالي ثروة تقدر بـ 2.079 مليار دولار (1.1%). وحوالي (67.832 مليار دولار، ما يعادل 34.8%) تقع في أيدي أفراد لا ينتمون لأي دين أو حتى في أيدي أشخاص يؤمنون بديانات أخرى.

## العصر الحديث

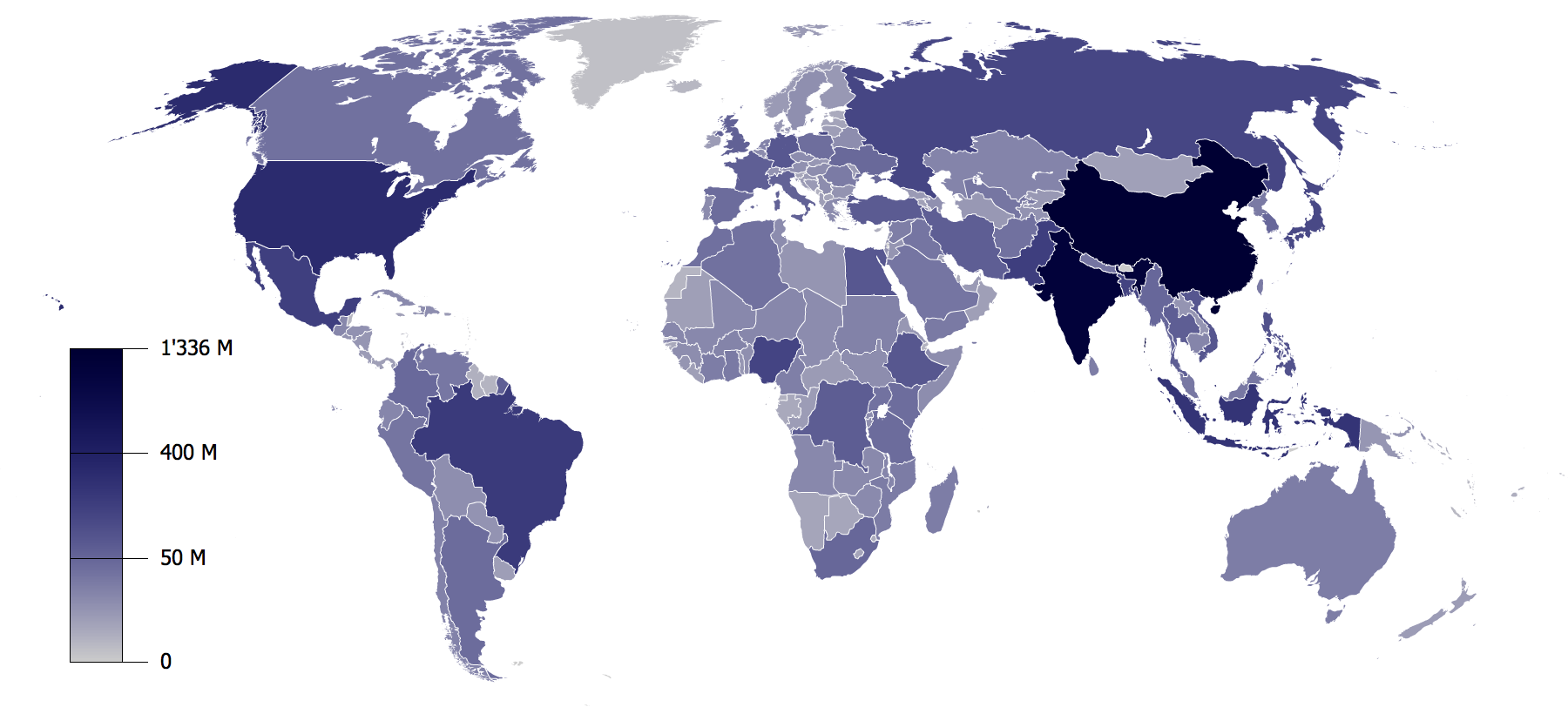
سكان العالم اليوم بحسب الدول.

في عام 1804 تعدى عدد سكان الأرض 1 مليار وبدؤا تزايدًا سريعًا، حتى أن زاد إلى نحو أربعة أضعاف خلال القرن العشرين.
عام 1927 : 2 مليار نسمة،
عام 1960 : 3 مليار نسمة،
عام 1974 : 4 مليار نسمة،
عام 1987 : 5 مليار نسمة،
عام 1999 : 6 مليار نسمة،
2012 : 7 مليار ومن المتوقع ان يصبح عدد البشر 8 إلى 8.5 مليار في عام 2030 وفي عام 2050 من المتوقع ان يصبح عدد البشر 9.7 مليار وفي عام 2100 من المتوقع ان يصل عدد البشر إلى 11.2 مليار
وبزيادة عدد سكان الأرض بمعدل 79 مليون نسمة كل عام يزيد تعداد الأرض بمعدل 150 نسمة كل دقيقة أو 216.000 نسمة يوميا.
في عام 2006 وصل عدد المواليد إلى 136 مليون بينما توفي نحو 58 مليون شخص. وكان سبب الوفاة في الغالب الأمراض الوبائية حيث يرجع إليها نحو 15 مليون من الوفيات عام 2006. وتغلب في الدول الصناعية الوفاة بسبب أمراض القلب والدورة الدموية. وفي عام 2007 توفي من سكان الأرض نحو 7.5 مليون بمرض السرطان. كما ترجع منظمة الصحة العالمية وفيات تبلغ نحو 5.4 مليون شخص في عام 2007 إلى عواقب التدخين.

## تقديرات المستقبل

تقديرات منتطرة اجرتها الأمم المتحدة لزيادة تعداد سكان الأرض، بحسب القارات.

تقدر الأمم المتحدة تعداد سكان العالم عام 2025 بنحو 8 مليارات نسمة، وعام 2050 بنحو 9.2 مليار نسمة.
فإذا تحقق معدل انجاب المرأة للأطفال بنحو 1,85 لكل امرأة - وهو رقم تقديري للأمم المتحدة - فقد يتراجع تعداد السكان مستقبليا. كما يبين التقدير الأعلى لمعدل الإنجاب (2.35 طفل لكل امرأة) تزايدا في المستقبل لعدد السكان، ويقدر التقدير المنخفض (1.35 طفل لكل امرأة، وهو الرقم السائد خلال العشرين سنة الأخيرة في ألمانيا) بدء انخفاض عدد سكان الأرض بعد عام 2040.
ويعتمد التغير في تعداد سكان الأرض من جهة على معدل الإنجاب، ومن جهة أخرى على زيادة مطردة يتسم بها عمر الإنسان في العصر الحديث، وكذلك على معدل وفيات الأطفال. وبالنسبة لتغير عدد سكان بلاد المعمورة على اختلافها فيجب مراعاة أيضا نشاط النازحين من بلد إلى بلد آخر.
وقد بينت التقديرات في السنوات الماضية أن التقديرات كانت دائما أعلى من التعدادات التي وصلنا إليها فعلا عبر السنين. ومن تلك القديرات التي لم تتحقق الجزء الخاص منها بتغير عدد سكان الصين الشعبية، حيث انخفضت زيادة عدد سكان الأرض عن التقديرات التي كانت منتظرة.
يبلغ متوسط عمر الفرد في عام 2004 - طبقا لتقديرات منظمة الصحة العالمية - 27.6 سنة، ومن المنتظر زيادته إلى نحو 38.1 سنة حتى عام 2050 (طبقا لتقديرات الأمم المتحدة). وتقدر الأمم المتحدة أيضا أن عدد المسنين فوق سن 60 سنة والذي يبلغ حاليا نحو 10% من مجمل سكان الأرض سوف يرتفع إلى نحو 22%، مع تراجع في عدد الأطفال ذوي الأعمار تحت 15 سنة من نسبة 30% من سكان الأرض الآن إلى نحو 20% في عام 2050.

## الانفجار السكاني

خريطة الدول حسب معدل الخصوبة (2020) ، وفقًا لـ المكتب المرجعي للسكان

تشير الأبحاث العلمية إلى أن النمو السكاني الحالي في تعداد السكان مصاحباً بزيادة في استهلاك الموارد يمكن أن تشكل خطر ا على النظام البيئي على سطح الأرض. واشار بيان الفريق المشترك بين الأكاديميات حول النمو السكاني العالمي، والذي تم ابرامه بالتعاون مع 58 عضواً من الجامعات الوطنية حول العالم في 1994, إلى أن الأرقام الحالية بخصوص النمو السكان «لم تسبق لها مثيل». وأوضح أن الكثير من المشكلات البيئية مثل ارتفاع درجة ثاني أكسيد الكربون، الاحتباس الحراري والتلوث، تفاقمت بسبب الزيادة المستمرة في عدد السكان. حيث في ذلك الوقت عندما كان عدد سكان العالم يمثل 5.5 مليار نسمة، كانت التقديرات تشير إلى أن يصل تعداد السكان حول العالم إلى 7.8 مليار نسمة في 2050. بينما تشير التقديرات الحالية إلى إمكانية الوصول إلى هذه الرقم حالياً بحلول العام 2030.

## الملاحظات
1. ↑  معاهدة نظام معاهدة القارة القطبية الجنوبية لا تعترف بأي نزاع ولا إقامة دعاوى للسيادة الإقليمية، فلن يتم الاعتراف بأية مطالبات جديدة حين تكون هذه المعاهدة سارية المفعول"، فإن معظم البلدان لا تعترف بالمطالبات الإقليمية في القارة القطبية الجنوبية. منطقة روس  المناطق الوحيدة المأهولة بشكل دائم في المنطقة.